# Menzelia
La Menzelia (en russe : Мензеля ; en tatar : Минзәлә, Minzälä) est une rivière de Russie. La Menzelia est un ancien affluent de la rive gauche de l'Ik, qui se jette aujourd'hui dans le réservoir de Nijnekamsk, donc un affluent de la Volga, par la Kama.

## Géographie
La Menzelia arrose le Tatarstan. Elle est longue de 147 km et draine un bassin de 2 120 km2. Elle prend sa source à 2 km à l'ouest de Novy Menzeliabach, dans le raïon Sarmanovski, au Tatarstan.
Ses principaux affluents sont les rivières Kholodnaïa, Kamychly, Igania, Ourgouda. Sa minéralisation atteint 400 à 800 mg/l. La moyenne des dépôts de sédiments dans son embouchure est de 100 mm par an. Son débit maximum est de 215 m3 s−1.
Depuis 1978, la Menzelia est protégée comme patrimoine naturel du Tatarstan.
La Menzelia arrose la ville de Menzelinsk.